# Smilepholcia
Smilepholcia é um gênero de traça pertencente à família Arctiidae.